# Résolution 186 du Conseil de sécurité des Nations unies
Membres permanents
- Chine (Taïwan)
- États-Unis
- France
- Royaume-Uni
- URSS

Membres non permanents
- Bolivie
- Brésil
- Côte d'Ivoire
- Maroc
- Norvège
- Tchécoslovaquie

Résolution no 185 Résolution no 187
La résolution 186 du Conseil de sécurité des Nations unies est une décision de l’organe exécutif des Nations unies prise le 4 mars 1964 lors de sa 1102e séance relative au conflit opposant les communautés grecque et turque sur l’île de Chypre.

## Vote
La résolution est adoptée à l’unanimité.

## Contexte historique
La résolution contient un appel à tous les États membres à se conformer aux obligations découlant de la charte des Nations unies ; le gouvernement de Chypre se voit instamment demandé de prendre toutes les mesures complémentaires nécessaires pour mettre un terme à la violence et aux effusions de sang, et aux communautés de Chypre et à leurs représentants d’agir avec retenue.
Surtout, la résolution recommande la création d’une force de maintien de la paix afin de maintenir la paix internationale  et de prévenir les violences intercommunautaires ; en outre, en accord avec les gouvernements de Grèce, du Royaume-Uni et de Turquie, un médiateur est nommé en vue de promouvoir une résolution pacifique du conflit déchirant l’île de Chypre.
Toujours active en 2011, la force des Nations unies chargée de la paix à Chypre (UNFICYP) est, avec l’UNMOGIP au Cachemire et l’ONUST au Proche-Orient, toutes deux établies en 1948, l’une des plus anciennes missions de maintien de la paix de l’ONU.

## Texte
- Résolution 186 Sur fr.wikisource.org
- Résolution 186 Sur en.wikisource.org

### Source bibliographique
- Les grandes résolutions du Conseil de sécurité des Nations-Unies, M. Albaret, E. Decaux, N. Lemay-Hébert, D. Placidi-Frot, édition Dalloz, 2012, commentaire n°6, pages 44 à 52.